# Mädchen für die Mambo-Bar
Mädchen für die Mambo-Bar ist ein deutscher -Revue-Kriminalfilm auf dem Jahre 1959 von Wolfgang Glück mit Kai Fischer, Rolf Kutschera und der Nachwuchsdarstellerin Gerlinde Locker in den Hauptrollen.

## Handlung
Im Wiener Nachtclub-Milieu, Ende der 1950er Jahre. In der vom Manager Jimmy geleiteten Mambo-Bar landen aufgrund eines Zeitungsinserats zahlreiche Mädchen und junge Frauen, die von einer Karriere als Sängerin und Tänzerin träumen, dabei ist diese Lasterhöhle der Treffpunkt finsterer Gestalten, die Mädchen missbrauchen, mit Rauschgift handeln und in Spionageaktivitäten verwickelt sind. Zu den hier gestrandeten Mädchen, von denen selbstverständlich spärliche Bekleidung abverlangt wird und die auf der Bühne probeweise ihr „Können“ unter Beweis stellen können, zählt jedoch nicht die brave Eva, die von ihrem im Ausland lebenden Onkel dazu gedrängt wird, dort die Stelle als Geschäftsführerin anzutreten.
Sie selbst will aber  eigentlich Sängerin werden und mit Hilfe des Trompeters Tommy probt sie heimlich eine eigene Version des Liedes "Am Tag als der Regen kam". Tommy selbst hat ein Verhältnis mit Olga, dem drogensüchtigen Star der Bar, die wiederum für Besitzer Martini "alles" tut, um an Drogen zu kommen. Z.B. geheime Konstruktionspläne in den Balkan zu schmuggeln.
Olga wird nun wahnsinnig eifersüchtig und will Eva während der Premiere des Lieds durch einen Bühnenunfall umbringen. Gleichzeitig gibt es eine Polizeirazzia und Martini muss sich entscheiden, ob er Eva retten oder fliehen will. Denn eigentlich ist er der "Onkel" und gleichzeitig der unbekannte Vater von Eva.

## Produktionsnotizen
Mädchen für die Mambo-Bar entstand unmittelbar im Anschluss zu Glücks thematisch nicht ganz unähnlichem Film Das Nachtlokal zum Silbermond in Wien und wurde am 23. Juli 1959 in Frankfurt am Main uraufgeführt. Zwei Jahre zuvor hatte Glück mit seiner Inszenierung Gefährdete Mädchen den Filmtypus des Mädchenhandels revitalisiert.
Das Lied "Am Tag als der Regen kam" wird in dem Film mehrmals dargeboten: von Jimmy Makulis und dann zwei Mal als Dalida-Playback von Gerlinde Fischer. Dalida selbst tritt im Gegensatz zu den angesagten Stars Mona Baptiste (mit Sprechrolle) und Habiba/Habeba (Bauchtänzerin mit Leopard) nicht auf, obwohl es im Vorspann so suggeriert wird.
Die Filmbauten schuf Felix Smetana.
Der 28-jährige Sieghardt Rupp gab hier sein Kinofilm-Debüt. Er wird im Vorspann unter dem Pseudonym "Tommy Rupp" angekündigt.

## Kritik
Im Filmdienst heißt es: „Mit Schlagern auf Spielfilmlänge gedehnte Groschengeschichte.“